# Новоархангельск (посёлок)
Новоарха́нгельск (укр. Новоархангельськ) — посёлок, центр Новоархангельской поселковой общины Голованевского района Кировоградской области Украины.

## Географическое положение
Находится при реках Синюхе и Торговичке.

## История
В окрестностях следы древних поселений татарской эпохи (курганы, обложенные камнями; надгробные памятники татар, остатки каменных строений).
В 1743 году здесь был основан шанец, с появлением сербов причисленный к гусарскому Хорватову полку. Торговля здесь стала развиваться очень рано, с поселением раскольников.
В 1897 году в селе Новоархангельск Елисаветградского уезда Херсонской губернии Российской империи насчитывалось около 700 дворов и около 3000 жителей, действовали школа, больница, ярмарка и базары.
В 1923 году Новоархангельск стал административным центром Новоархангельского района
В январе 1932 года началось издание районной газеты.
В ходе Великой Отечественной войны с 30 июля 1941 до 14 марта 1944 года селение было оккупировано немецкими войсками.
В 1974 году здесь действовали пищекомбинат, сыродельный завод, комбикормовый завод, асфальтовый завод и кирпичный завод.
В мае 1995 года Кабинет министров Украины утвердил решение о приватизации находившихся здесь сыродельного завода и АТП-13544.
В 2020 году Новоархангельский район был упразднён, а посёлок стал центром Новоархангельской поселковой общины Голованевского района

## Население
В январе 1989 года численность населения составляла 8 388 человек.
По состоянию на 1 января 2013 года численность населения составляла 6364 человека.

### Языковой состав
Во время переписи 2001 года 97,67 % населения посёлка указали украинский язык родным, 1,77 % — русский, 0,56 % — другие языки.

## Транспорт
Находится в 69 км от железнодорожного узла Помошная.
Возле пгт проходит автодорога М-12 E 50

## Галерея
- Церковь
- Памятник
- Вид на Новоархангельск с противоположного берега
- Река Синюха

## Известные уроженцы
- Квартин, Звулун[англ.] (1874—1952), выдающийся кантор, представитель традиционного искусства синагогального пения (хазанут), автор оригинальных вокальных композиций.
- Козаченко, Василий Павлович (1913—1995), советский писатель.
- Подолоф, Морис (1890—1985), американский адвокат, баскетбольный и хоккейный администратор.
- Гельфанд, Владимир Натанович (1923—1983), автор опубликованных дневников о годах службы в Красной Армии (1941—1946), изданных на русском, немецком и шведском языках.